# Tomador del seguro
El tomador del seguro, también llamado contratante, es la persona que estipula el contrato de seguro y firma la póliza, asumiendo las obligaciones que ésta le impone,  fundamentalmente pagar la prima.
Si pagó la prima, le corresponde la designación del beneficiario y el rescate de la póliza. En los seguros de vida puede coincidir con el asegurado o no: por ejemplo, en un seguro de vida particular, el tomador y el asegurado son, normalmente, la misma persona. En cambio, en un seguro de vida de los que ofrecen las empresas a algunos de sus trabajadores, el tomador es la empresa que firma el contrato, y el asegurado el trabajador.
- Datos: Q6148309

Artículo séptimo. Ley 50/1980, de 8 de octubre, de Contrato de Seguro.
El tomador del seguro puede contratar el seguro por cuenta propia o ajena. En caso de duda se presumirá que el tomador ha contratado por cuenta propia. El tercer asegurado puede ser una persona determinada o determinable por el procedimiento que las partes acuerden.
Si el tomador del seguro y el asegurado son personas distintas, las obligaciones y los deberes que derivan del contrato corresponden al tomador del seguro, salvo aquellos que por su naturaleza deban ser cumplidos por el asegurado. No obstante, el asegurador no podrá rechazar el cumplimiento por parte del asegurado de las obligaciones y deberes que correspondan al tomador del seguro.
Los derechos que derivan del contrato corresponderán al asegurado o, en su caso, al beneficiario, salvo los especiales derechos del tomador en los seguros de vida.